# Lucius Verginius Tricostus
Pour les articles homonymes, voir Verginius Tricostus.
Lucius Verginius Tricostus est un homme politique de la République romaine, consul en 435 av. J.-C.

## Famille
Il est membre des Verginii Tricosti, branche de la gens Verginia. Il est le père de Lucius Verginius Tricostus Esquilinus, tribun militaire à pouvoir consulaire en 402 av. J.-C. Diodore de Sicile donne le praenomen de Proculus,.

## Biographie

### Premier consulat (435)
En 435 av. J.-C., il est consul avec Caius Iulius Iullus. La peste qui sévit redouble de vigueur, décimant le peuple romain. Les Fidénates, profitant du fait que Rome soit paralysée, ravagent le territoire de la ville. Puis, s'unissant aux Véiens, ils traversent l'Anio et établissent leur camp près de Rome. Le consul Caius Iulius s'installe près des armées ennemies, tandis que Lucius Verginius convoque le Sénat dans le temple de Quirinus.
Les sénateurs décident de nommer Quintus Servilius Structus Priscus dictateur avec l'accord de Caius Iulius. Le dictateur choisit Postumius Aebutius Helva Cornicen comme maître de cavalerie,. Quintus Servilius défait les troupes étrusques qu'il repousse dans Fidènes. Il parvient ensuite à s'emparer de la citadelle de la ville, pourtant jugée imprenable, et reçoit le cognomen de Fidenas en souvenir de cette victoire.
Durant ce consulat, les censeurs Caius Furius et Marcus Geganius organisent un census depuis la Villa Publica construite récemment,.

### Deuxième consulat (434)
L'année suivante, en 434 av. J.-C., Tite-Live signale qu'on ne sait pas si ce sont des consuls ou des tribuns consulaires qui sont élus. Selon Macer Licinius, Lucius Verginius est réélu avec Caius Iulius Iullus comme consuls mais il semble peu probable que les deux consuls de l'année passée aient pu poursuivre leur mandat l'année suivante. Une autre hypothèse donne pour consuls Marcus Manlius Capitolinus et Quintus Sulpicius Camerinus Praetextatus. Enfin, selon une troisième hypothèse, ce sont des tribuns consulaires qui sont élus.
Les Étrusques réagissent à la prise de Fidènes et se réunissent en une grande assemblée. La réaction des Étrusques fait craindre aux Romains une nouvelle offensive, de plus grande ampleur. Il est alors décidé de nommer un nouveau dictateur : Mamercus Aemilius Mamercinus,. Finalement, ce dernier n'a pas à mobiliser l'armée car les Étrusques de la dodécapole renoncent à apporter leur soutien aux Véiens. Cependant, avant d'abdiquer, Mamercus Aemilius Mamercinus fait voter la diminution de la durée du mandat de la censure à dix-huit mois par l'intermédiaire de la Lex Aemilia.

### Auteurs antiques
- Tite-Live, Histoire romaine, Livre IV, 21-24 sur le site de l'Université de Louvain

### Auteurs modernes
- (en) T. Robert S. Broughton, The Magistrates of the Roman Republic : Volume I, 509 B.C. - 100 B.C., New York, The American Philological Association, coll. « Philological Monographs, number XV, volume I », 1951, 578 p.